# Remband

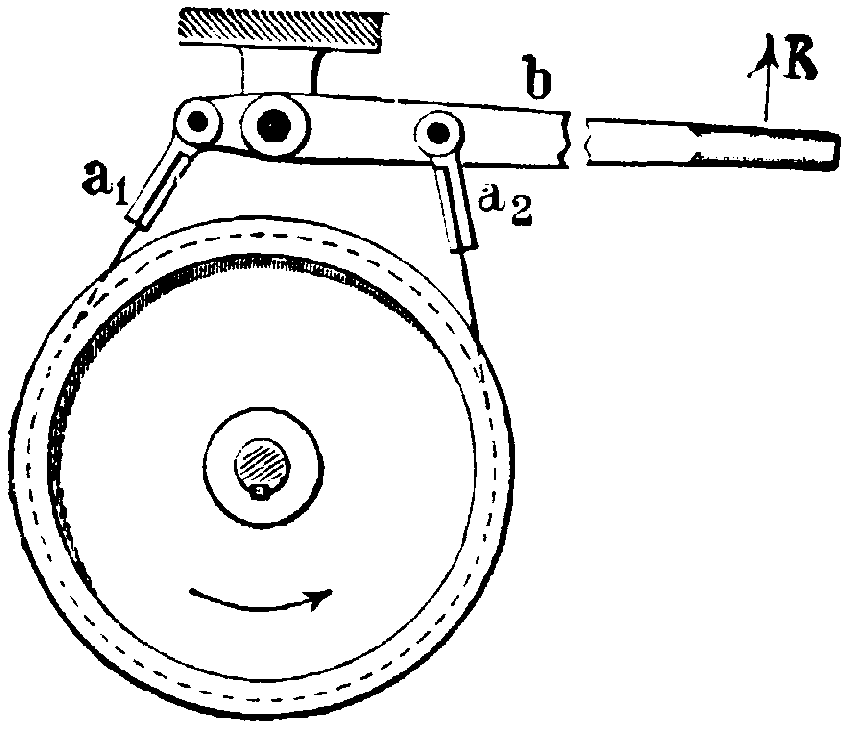
Remband

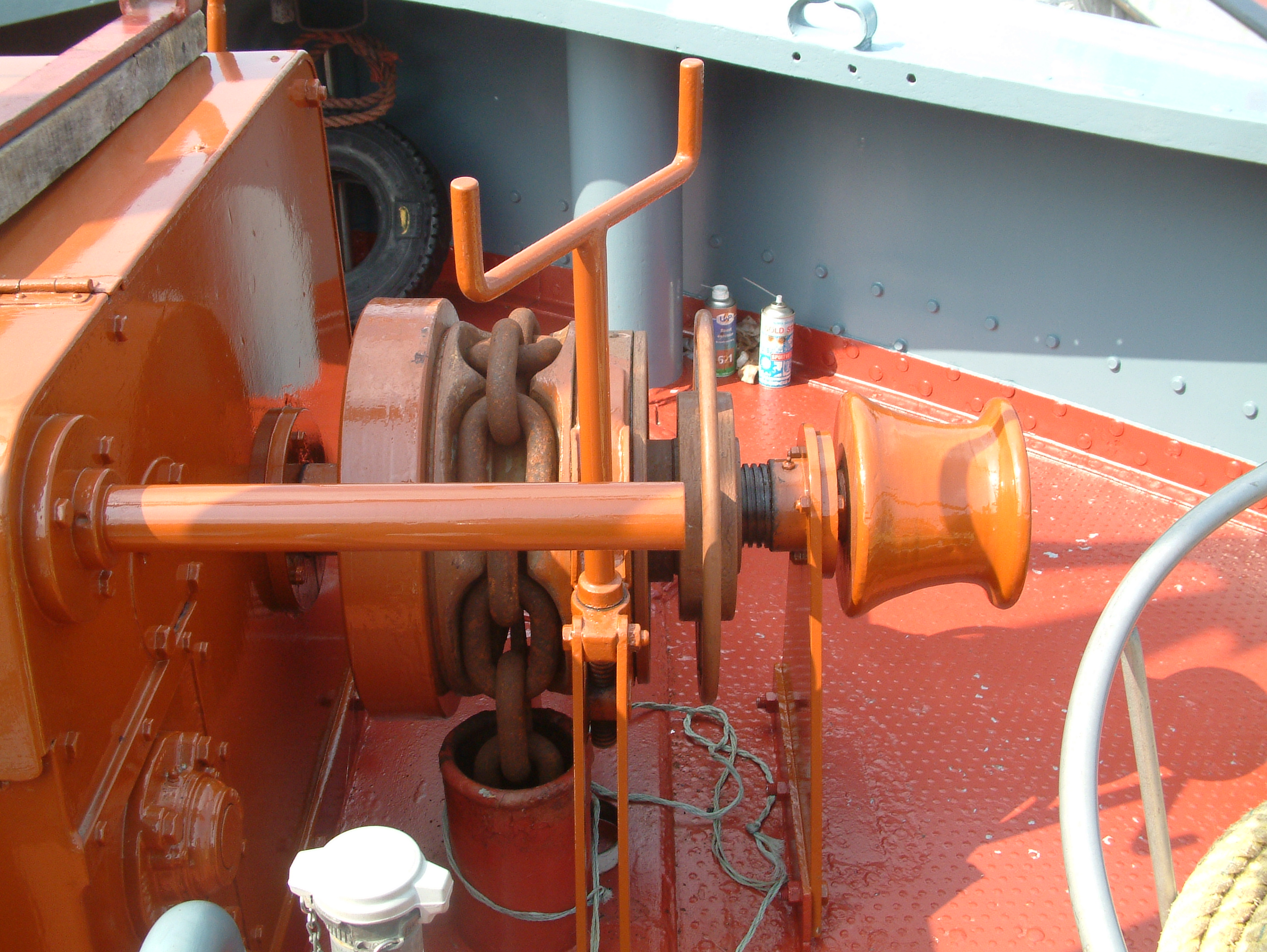
De remband in gebruik bij een nestenschijf

Een remband is een mechanische rem, bestaande uit een hefboom met daaraan gekoppeld een smalle strip materiaal, een band, die aan de binnenzijde is bekleed met remvoering en om een draaiende schijf of ander ronddraaiend machineonderdeel is aangebracht. De rem functioneert maar bij een draairichting.
De werking berust op de wrijving tussen de voering en de schijf. In het gebruik kost de bediening weinig kracht, afhankelijk van de bevestiging van de band aan hefboom. In de praktijk wordt de hefboom vaak niet met de hand, maar met een schroefmechanisme bediend, om de kracht nog groter te kunnen maken.